# سيلينيد الزرنيخ الثلاثي
سيلينيد الزرنيخ الثلاثي (ثلاثي سيلينيد الزرنيخ) مركب كيميائي له الصيغة As2Se3، ويكون على شكل مسحوق ذي لون بني إلى أسود. يكون للزرنيخ حالة أكسدة مقدارها +3.

## الخواص
- لا ينحل ثلاثي سيلينيد الزرنيخ في الماء.
- يكون لبلورات سيلينيد الزرنيخ بنية أحادية الميل [4]، أما رمز بيرسون Pearson symbol فهو mP20. في حين المجموعة الفراغية P21/c.

## التحضير
تمكن فريق بحث من تحضير بلورة أحادية من سيلينيد الزرنيخ الثلاثي As2Se3 في هلام سيليكات الصوديوم في درجة حرارة الغرفة. تجري العملية بإضافة حمض السيلينوز H2SeO3 المركز إلى هلام سيليكات الصوديوم، ومن الممكن إضافة حمض الخليك للمساعدة على تشكيل الهلام. بعد ذلك يضاف محلول كبريتيد الزرنيخ الثلاثي As2S3 في الكحول الإيثيلي إلى المزيج ويترك حيث يحدث تفاعل استبدال كما في المعادلة التالية:
As2S3 + 3H2SeO3 → As2Se3 + 3H2SO3

## الاستخدامات
يستخدم سيلينيد الزرنيخ الثلاثي في تحضير زجاج الكالكوجينيد Chalcogenide glass والمستخدم في تركيب الأجهزة البصرية في أجهزة الأشعة تحت الحمراء. حيث يكون هذا الزجاج نفوذاً للأشعة التي لها طول الموجة بين 870 و 17200 نانومتر.